# Теория великих людей
Теория великих людей, теория героя и толпы — концепция, предполагающая, что развитие истории определяется разумом и волей отдельных «великих людей».

## Сторонники
Одним из крупнейших сторонников этой теории в XIX в. был Томас Карлейль, автор книги «Герои, почитание героев и героическое в истории» (1841). Он писал: «…Всемирная история, история того, что человек совершил в этом мире, есть, по моему разумению, в сущности, история великих людей, потрудившихся здесь, на Земле… Все, содеянное в этом мире, представляет, в сущности, внешний материальный результат, практическую реализацию и воплощение мыслей, принадлежащих великим людям, посланным в этот мир. История этих последних составляет поистине душу всей мировой истории».
Габриэль Тард писал, что все достижения цивилизации — результат деятельности выдающихся личностей, поскольку главный закон социальной жизни — подражание последователей (массы) герою.
Фридрих Ницше в работе «О пользе и вреде истории для жизни» (1874) писал: «Массы представляются мне достойными внимания только в трех отношениях: прежде всего, как плохие копии великих людей, изготовленные на плохой бумаге со стертых негативов, затем, как противодействие великим людям и, наконец, как орудия великих людей; в остальном же побери их черт и статистика!».
Николай Михайловский в своей книге «Герои и толпа» (1882) писал более осторожно: «Бессильная вырыть новое русло для истории, личность может, однако, при известных условиях временно запрудить историческое течение или ускорить его быстроту… Итак, то обстоятельство, что в истории время от время являются личности, накладывающие свою индивидуальную печать, вовсе не противоречит законосообразности истории: общие законы заведуют порядком исторического движения, личности влияют на его скорость… Для того, чтобы личность могла давать тон истории, набросить свой личный колорит на эпоху, требуется, разумеется, чтобы она сама попала в тон, чтобы было нечто общее между её задачами и средой, в которой ей приходится действовать». Михайловский различал понятия «герой» и «великая личность». По его мнению, великие люди выделяются в зависимости от ценности вклада в общество, а герой — это человек, который делает первый шаг и увлекает своим примером массу.
Хосе Ортега-и-Гассет в работе «Восстание масс» (1930) писал: «В хорошо организованном обществе масса не действует сама по себе. Такова её роль. Она существует для того, чтобы её вели, наставляли и представительствовали за неё, пока она не перестанет быть массой или, по крайней мере, не начнет к этому стремиться. Но сама по себе осуществлять это она неспособна. Ей необходимо следовать чему-то высшему, исходящему из избранных меньшинств. Можно сколько угодно спорить, кем должны быть эти избранные, но то, что без них — кем бы они ни были — человечество утратит основу своего существования, сомнению не подлежит, хотя Европа вот уже столетие, подобно страусу, прячет голову под крыло в надежде не видеть очевидного. Это не частный вывод из ряда наблюдений и догадок, а закон социальной „физики“, под стать Ньютоновым по своей непреложности».

## Критика
В частности, на этой позиции  были те, кто, как Герберт Спенсер, считал, что процесс социальных изменений совершается по естественным законам, независимо от желания отдельных личностей, и ставили в центр исторических процессов народные массы, крупные социальные группы и классы.
В частности, на этой позиции стоит марксизм. Так, марксист Георгий Плеханов писал:

В настоящее время нельзя уже считать человеческую природу последней и самой общей причиной исторического движения: если она постоянна, то она не может объяснить крайне изменчивый ход истории, а если она изменяется, то, очевидно, что её изменения сами обусловливаются историческим движением. В настоящее время последней и самой общей причиной исторического движения человечества надо признать развитие производительных сил, которым обусловливаются последовательные изменения в общественных отношениях людей. Рядом с этой общей причиной действуют особенные причины, т. е. та историческая обстановка, при которой совершается развитие производительных сил у данного народа и которая сама создана в последней инстанции развитием тех же сил у других народов, т. е. той же общей причиной.
Наконец, влияние особенных причин дополняется действием причин единичных, т. е. личных особенностей общественных деятелей и других «случайностей», благодаря которым события получают, наконец, свою индивидуальную физиономию. Единичные причины не могут произвести коренных изменений в действии общих и особенных причин, которыми к тому же обусловливаются направление и пределы влияния единичных причин. Но всё-таки несомненно, что история имела бы другую физиономию, если бы влиявшие на неё единичные причины были заменены другими причинами того же порядка.

При этом следует учитывать, что нередко личности титанического склада характера терпят неудачу, а совершенно ничтожные личности оказывают большое влияние на историю. К. Каутский писал: «под такими выдающимися личностями не обязательно нужно подразумевать величайших гениев. И посредственности, и даже стоящие ниже среднего уровня, а также дети и идиоты могут стать историческими личностями, если им попадает в руки большая власть».